# Comarca de Jerez de los Caballeros
La Comarca de Jerez de los Caballeros és una comarca d'Extremadura situada a la província de Badajoz. Ocupa una superfície de 1528 km² i té una població de 33.000 habitants. El cap comarcal és Jerez de los Caballeros.

## Municipis
- Jerez de los Caballeros
- Higuera la Real
- Oliva de la Frontera
- Fregenal de la Sierra
- Salvaleón
- Salvatierra de los Barros
- Valencia de Mombuey
- Valle de Matamoros
- Valle de Santa Ana
- Zahínos